# Douglass Ewell Parshall
Douglass Ewell Parshall (* 19. November 1899 in New York City; † 29. August 1990 in Montecito, Kalifornien) war ein US-amerikanischer Maler und Wandmaler, der für seine Landschafts-, Porträt- und Marinemalerei bekannt ist.

## Leben
Douglass Parshall ist der Sohn des Bankiers, Musikers und Malers DeWitt Parshall. Er wuchs in New York auf und begann bereits als Kind mit Pastellkreide zu arbeiten. Schon früh stand Douglass unter dem Einfluss seines Vaters und malte zunächst Landschaften, später aber auch Porträts, Wandmalereien und Tiere, insbesondere Pferde. Er besuchte die Thacher School in Ojai, als seine Familie dorthin zog, und setzte seine Ausbildung an Kunstschulen in New York (Art Students League of New York), Paris und Boston fort. 1917 zog er mit seiner Familie nach Santa Barbara und richtete sich ein Atelier in Alexander Harmers altem Adobe-Haus „Quatros Vistas“ ein. 1930 unternahm Douglass Parshall mit seiner Familie eine Reise nach China, wo er von der Kunst, die er dort sah, beeinflusst wurde.
Im Jahr 1933 wurde er zum örtlichen Bezirksleiter des Federal Art Project im Rahmen des New Deal ernannt. Etwa 25 bis 30 lokale Künstler erhielten 77 Dollar im Monat, um Wandmalereien und andere Kunstwerke für öffentliche Gebäude und Schulen zu schaffen. Douglass Parshall schätzte, dass durch dieses Programm mehr als 60 Schulen mit Kunstwerken ausgestattet wurden. 1938 heiratete er Barbara Cowles. 1939 vertrat er Santa Barbara auf der Golden Gate International Exposition in San Francisco und auf der Weltausstellung in New York. 1952 wurde er der erste Präsident der Santa Barbara Art Association. Die Vereinigung widmete sich der Förderung und Unterstützung der besten künstlerischen Talente und der Erweiterung der Ausstellungsräume, um diesen Künstlern ein größeres Publikum zu verschaffen. Douglass Parshall starb 1990 im Alter von 91 Jahren.

## Werk
Douglass Parshall liebte die Natur und ging, wenn möglich, einmal in der Woche jagen und angeln. Zum Malen suchte er abgelegene Orte auf – Wyoming, Santa Cruz Island im Pazifik, Santa Barbara Island. Er ließ sich von der Natur inspirieren und konzentrierte sich auf Landschaften, wobei Studien von Felsformationen und Treibholz dominierten. Seine Werke zeichnen sich durch diffuse Farben und eine geheimnisvolle Stimmung aus. Weitere Themen sind das Strandleben von Santa Barbara, Pferde, Porträts und Ringer.